# ボードゥアン3世 (エノー伯)
ボードゥアン3世（Baudouin III, 1088年 - 1120年）は、エノー伯（在位：1098年 - 1120年）。

## 生涯
ボードゥアン3世はエノー伯ボードゥアン2世とイド・ド・ルーヴァンの息子である。若くしてヨランデ・フォン・ゲルデルンと結婚した。ボードゥアンはフランドル伯ロベール2世の妃クレマンティーヌ・ド・ブルゴーニュの姪アデル・ド・モーリエンヌと婚約していた。しかしこの婚約は破棄されスキャンダルを引き起こし、クレマンティーヌはこの問題を弟の教皇カリストゥス2世に報告した。教皇はこの結婚は合法であり、解消できないと宣言した。
ボードゥアン3世は32歳位の若さで死去し、モンスに埋葬された。長男のボードゥアン4世がエノー伯位を継承した。次男ジェラールは、母ヨランデが所有していたドデワールト伯領およびダレ伯領を相続した。ヨランデは息子の摂政としてエノーをしばらくの間統治した。

## 子女
ゲルデルン伯ゲルハルト1世の娘ヨランデと結婚し、以下の子女をもうけた。
- ボードゥアン4世（1108年 - 1171年） - エノー伯
- ジェラール - ダレ伯家の祖
- ジェルトリュード（イド） - 1138年8月9日以前にロジェ3世・ド・トニーと結婚[1]
- リシルド - ティエリー・ダヴェーヌと結婚、トゥルネー城主エヴェラール2世と結婚[1]

ボードゥアン3世の死後、ヨランデはリブモンとブシャンの領主およびヴァラシエンヌ城主のジョフロワ2世と再婚し、ジョフロワ3世およびベルトをもうけた。